# Aborto en Libia
El aborto en Libia es ilegal excepto para preservar la vida de la madre. Las personas que realizan o reciben abortos pueden ser encarceladas, con sentencias más cortas en casos como el embarazo por violación. Libia, que inicialmente heredó la prohibición del aborto de Italia, convirtió el aborto en un delito penal durante el gobierno de Muamar el Gadafi, con una ley de 1986 que incluía una excepción para los abortos que salvan vidas. El país se ha opuesto al derecho al aborto, incluso en la Conferencia Internacional sobre Población y Desarrollo ; también es parte del Protocolo de Maputo sobre derechos de la mujer, que incluye el acceso al aborto. El país tiene un tabú en torno al aborto y carece de directrices para realizar un aborto seguro. Las mujeres a menudo viajan para recibir abortos legales en Túnez.

## Legislación
El Código Penal de Libia prohíbe el aborto en los artículos 390 a 395. Establece penas de prisión de hasta seis años por proporcionar un aborto no consentido y de al menos seis meses por proporcionar, recibir o autoinducir un aborto consentido, con penas más altas si el procedimiento resulta en lesiones o muerte. Estas penas se reducen a la mitad si el aborto es realizado por un profesional médico o si se hace «para preservar el honor del infractor o de un familiar suyo», lo que incluye los casos de embarazo por violación. Las penas de prisión se ejecutan. La ley de salud del país permite el aborto si el embarazo pone en riesgo la vida de la madre. Estos abortos requieren la aprobación de un médico especialista y una ordenanza sobre qué medidas tomar. La ley no especifica qué se considera un acto que salva vidas. La ley de aborto de Libia es más restrictiva que la ley de aborto en Arabia Saudita basada en la sharía.

## Historia
Durante la era colonial, la ley de aborto de Libia se basaba en la de Italia, que prohibía el procedimiento excepto para preservar la vida de la madre. Esta ley fue sustituida por una ley de salud de 1973 con los mismos términos. El gobierno de Muamar el Gadafi convirtió el aborto en un delito penal. La Ley de Responsabilidad Médica (Ley 17 de 1986), aprobada el 3 de noviembre de 1986, declaró que el aborto era ilegal «a menos que sea absolutamente necesario para salvar la vida de la madre». En aquella época, provocar un aborto se castigaba con nueve meses de prisión.
Libia se alió con otras entidades que se oponían al acceso al aborto, incluidos los Estados Unidos en el momento de la Conferencia de la Ciudad de México de 1984 y la Iglesia católica antes de la Conferencia Internacional sobre Población y Desarrollo de 1994. Los representantes de Libia expresaron abiertamente esta postura en la última conferencia, donde expresaron una reserva al artículo que establece el derecho al aborto, señalando que esto difería de la ley del país, y coincidieron con la delegación de Jordania en apoyo de la ley islámica sobre el aborto. Libia fue uno de los primeros diez países en firmar el Protocolo de Maputo sobre derechos de la mujer, que incluye el acceso al aborto. También firmó la Declaración de Consenso de Ginebra, una declaración de la administración del presidente estadounidense Donald Trump oponiéndose al acceso al aborto, en 2020. En una declaración de 2025 sobre sus acciones contra ONG extranjeras, la Agencia de Seguridad Interna dijo que Médicos Sin Fronteras había estado realizando capacitaciones sobre abortos sin la aprobación de las autoridades.

## Predominio
En Libia se produjeron 117 000 abortos entre 1995 y 2000. Durante este período se produjeron 190 casos de muerte relacionada con el aborto. Según el Instituto Guttmacher, el 64% de las mujeres en edad reproductiva en Libia tienen una necesidad insatisfecha de anticoncepción, lo que contribuye a los abortos. El país no cuenta con lineamientos para la atención del aborto. El misoprostol está aprobado para la atención postaborto y la hemorragia posparto, pero no para el aborto. El aborto es un tema tabú en Libia. Muchas mujeres libias viajan para recibir el procedimiento en otros países, como el vecino Túnez, donde es legal.